# Перший уряд Матеуша Моравецького
Уряд Матеуша Моравецького — польський уряд прем'єр-міністра Матеуша Моравецького, що керував країною з 11 грудня 2017 до 16 жовтня 2019 року. 

## Голова уряду
- Прем'єр-міністр — Матеуш Моравецький (пол. Mateusz Morawiecki).
- Віцепрем'єр-міністр — Пйотр Глинський (пол. Piotr Gliński).
- Віцепрем'єр-міністр — Беата Шидло (пол. Beata Szydło).
- Віцепрем'єр-міністр — Ярослав Говін (пол. Jarosław Gowin).

## Кабінет міністрів
| - Право і справедливість (PiS) | 14 |
| - Порозуміння                  | 2  |
| - Об'єднана Польща (SP)        | 2  |
| - Незалежні                    | 5  |

| Логотип                                  | Міністерство                                                                                              | Міністр                                     | Фото          | Час на посаді  | Час на посаді  | Партія     | Партія       | Вебсайт                                         |
| ---------------------------------------- | --- | ------------------------------------------- | ------------- | -------------- | -------------- | ---------- | ------------ | ----------------------------------------------- |
|                                          | Міністерство внутрішніх справ та управління (Ministerstwo Spraw Wewnętrznych i Administracji)             | Маріуш Блащак (Mariusz Blaszczak)           |               | 11 грудня 2017 | 9 січня 2018   |            | PiS          | [Архівовано 19 січня 2018 у Wayback Machine.]   |
| Йоахім Брудзинський (Joachim Brudziński) | Міністерство внутрішніх справ та управління (Ministerstwo Spraw Wewnętrznych i Administracji)             |                                             | 9 січня 2018  | —              |                | PiS        |              | [Архівовано 19 січня 2018 у Wayback Machine.]   |
|                                          | Міністерство екології (Ministerstwo Środowiska)                                                           | Ян Шишко (Jan Szyszko)                      |               | 11 грудня 2017 | 9 січня 2018   |            | PiS          |                                                 |
| Генрик Ковальчик (Henryk Kowalczyk)      | Міністерство екології (Ministerstwo Środowiska)                                                           |                                             | 9 січня 20018 | —              |                | PiS        |              |                                                 |
|                                          | Міністерство енергетики (Ministerstwo Energii)                                                            | Кшиштоф Тхужевський (Krzysztof Tchórzewski) |               | 11 грудня 2017 | —              |            | PiS          | [Архівовано 8 січня 2018 у Wayback Machine.]    |
|                                          | Міністерство закордонних справ (Ministerstwo Spraw Zagranicznych)                                         | Вітольд Ващиковський (Witold Waszczykowski) |               | 11 грудня 2017 | 9 січня 2018   |            | PiS          | [Архівовано 13 травня 2011 у Wayback Machine.]  |
| Яцек Чапутович (Jacek Czaputowicz)       | Міністерство закордонних справ (Ministerstwo Spraw Zagranicznych)                                         |                                             | 9 січня 2018  | —              |                | незалежний |              | [Архівовано 13 травня 2011 у Wayback Machine.]  |
|                                          | Міністерство інвестицій і розвитку (Ministerstwo Inwestycji i Rozwoju)                                    | Єжи Квечінський (Jerzy Kwieciński)          |               | 9 січня 2018   | —              |            | незалежний   | [ ]                                             |
|                                          | Міністерство інфраструктури та будівництва (Ministerstwo Infrastruktury i Rozwoju)                        | Анджей Адамчук (Andrzej Adamczyk)           |               | 11 грудня 2017 | —              |            | PiS          | [Архівовано 11 січня 2018 у Wayback Machine.]   |
|                                          | Міністерство культури та національної спадщини (Ministerstwo Kultury i Dziedzictwa Narodowego)            | Пйотр Глинський (Piotr Glinski)             |               | 11 грудня 2017 | —              |            | PiS          | [Архівовано 10 січня 2018 у Wayback Machine.]   |
|                                          | Міністерство морської економіки та внутрішніх водних шляхів сполучення (Ministerstwo Gospodarki Morskiej) | Марек Гробарчик (Marek Grobarczyk)          |               | 11 грудня 2017 | 9 січня 2018   |            | PiS          | [Архівовано 3 січня 2018 у Wayback Machine.]    |
|                                          | Міністерство науки і вищої освіти (Ministerstwo Nauki i Szkolnictwa Wyższego)                             | Ярослав Говін (Jaroslaw Gowin)              |               | 11 грудня 2017 | —              |            | Porozumienie |                                                 |
|                                          | Міністерство оборони (Ministerstwo Obrony Narodowej)                                                      | Антоній Мацеревич (Antoni Macierewicz)      |               | 11 грудня 2017 | 9 січня 2018   |            | PiS          | [Архівовано 10 січня 2018 у Wayback Machine.]   |
| Маріуш Блащак (Mariusz Blaszczak)        | Міністерство оборони (Ministerstwo Obrony Narodowej)                                                      |                                             | 9 січня 2018  | —              |                | PiS        |              | [Архівовано 10 січня 2018 у Wayback Machine.]   |
|                                          | Міністерство освіти (Ministerstwo Edukacji Narodowej)                                                     | Анна Залевська (Anna Zalewska)              |               | 11 грудня 2017 | —              |            | PiS          | [Архівовано 11 січня 2018 у Wayback Machine.]   |
|                                          | Міністерство охорони здоров'я (Ministerstwo Zdrowia)                                                      | Константій Радзивілл (Konstanty Radziwiłł)  |               | 11 грудня 2017 | 9 січня 2018   |            | PiS          | [Архівовано 16 січня 2018 у Wayback Machine.]   |
| Лукаш Шимоновський (Łukasz Szumowski)    | Міністерство охорони здоров'я (Ministerstwo Zdrowia)                                                      |                                             | 9 січня 2018  | —              |                | незалежний |              | [Архівовано 16 січня 2018 у Wayback Machine.]   |
|                                          | Міністерство підприємництва і технологій (Ministerstwo Przedsiębiorczości i Technologii)                  | Ядвіга Емілевич (Jadwiga Emilewicz)         |               | 9 січня 2018   | —              |            | Porozumienie | [ ]                                             |
|                                          | Міністерство цифровізації (Ministerstwo Cyfryzacji)                                                       | Анна Стрежинська (Anna Streżyńska)          |               | 11 грудня 2017 | —              |            | незалежна    | [Архівовано 19 вересня 2017 у Wayback Machine.] |
|                                          | Міністерство розвитку (Ministerstwo Rozwoju)                                                              | Матеуш Моравецький (Mateusz Morawiecki)     |               | 11 грудня 2017 | 9 січня 2018   |            | PiS          | [Архівовано 11 січня 2018 у Wayback Machine.]   |
|                                          | Міністерство спорту і туризму (Ministerstwo Sportu i Turystyki)                                           | Вітольд Банька (Witold Bańka)               |               | 11 грудня 2017 | —              |            | PiS          | [Архівовано 28 травня 2017 у Wayback Machine.]  |
|                                          | Міністерство сільського господарства і розвитку сел (Ministerstwo Rolnictwa i Rozwoju Wsi)                | Кшиштоф Юргель (Krzysztof Jurgiel)          |               | 11 грудня 2017 | —              |            | PiS          | [Архівовано 15 січня 2018 у Wayback Machine.]   |
|                                          | Міністерство сім'ї, праці та соціальної політики (Ministerstwo Rodziny, Pracy i Polityki Społecznej)      | Ельжбета Рафальська (Elżbieta Rafalska)     |               | 11 грудня 2017 | —              |            | PiS          | [Архівовано 10 січня 2018 у Wayback Machine.]   |
|                                          | Міністерство фінансів (Ministerstwo Finansów)                                                             | Матеуш Моравецький (Mateusz Morawiecki)     |               | 11 грудня 2017 | 9 січня 2018   |            | PiS          | [Архівовано 20 вересня 2012 у Wayback Machine.] |
| Тереса Червінська (Teresa Czerwińska)    | Міністерство фінансів (Ministerstwo Finansów)                                                             |                                             | 9 січня 2018  | —              |                | незалежна  |              | [Архівовано 20 вересня 2012 у Wayback Machine.] |
|                                          | Міністерство юстиції (Ministerstwo Sprawiedliwości)                                                       | Збігнєв Зьобро (Zbigniew Ziobro)            |               | 11 грудня 2017 | —              |            | SP           | [Архівовано 3 квітня 2015 у Wayback Machine.]   |
|                                          | Міністр без портфеля (Minister bez teki)                                                                  | Маріуш Камінський (Mariusz Kamiński)        |               | 11 грудня 2017 | —              |            | PiS          |                                                 |
|                                          | Міністр без портфеля (Minister bez teki)                                                                  | Ельжбета Вітекова (Elżbieta Witeková)       |               | 11 грудня 2017 | 18 грудня 2017 |            | PiS          |                                                 |
|                                          | Голова Офісу прем'єр-міністра (Kancelaria Prezesa Rady Ministrów Rzeczypospolitej Polskiej)               | Беата Кемпа (Beata Kempa)                   |               | 11 грудня 2017 | —              |            | SP           | [Архівовано 31 жовтня 2020 у Wayback Machine.]  |

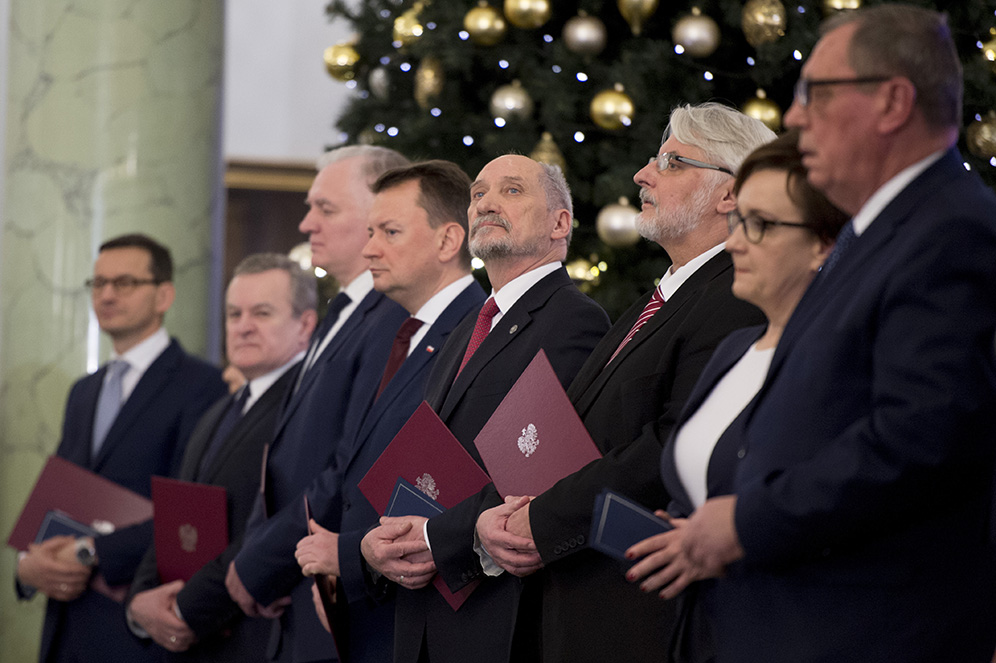
Склад уряду на 11 грудня 2017 року